# Jadwiga Roguska
Jadwiga Krystyna Roguska – polska architekt, historyk architektury, profesor nauk technicznych, nauczyciel akademicki Wydziału Architektury Politechniki Warszawskiej i Wyższej Szkoły Ekologii i Zarządzania w Warszawie.

## Życiorys
W 1999 prezydent RP nadał jej tytuł naukowy profesora nauk technicznych. Została profesorem zwyczajnym Wydziału Architektury Politechniki Warszawskiej, zatrudnionym w Zakładzie Historii Architektury Powszechnej. Objęła również stanowisko profesora zwyczajnego w Wyższej Szkole Ekologii i Zarządzania w Warszawie
Została członkiem Komitetu Architektury i Urbanistyki Polskiej Akademii Nauk.

## Wybrane publikacje
- Architektura i budownictwo mieszkaniowe w Warszawie w drugiej połowie XIX i na początku XX wieku : architektura willowa (1986)
- Karol Jankowski architekt warszawski początku XX wieku : życie i twórczość (1978)
- Dziedzictwo na nowo odkrywane : detal architektoniczny 1850–1939 = Discovering heritage again : architectural detail 1850–1939 (red. nauk., 2014)[3]